# Luminosa Bogliolo
Luminosa Bogliolo (* 3. Juli 1995 in Albenga) ist eine italienische Hürdenläuferin, die sich auf den 100-Meter-Hürdenlauf spezialisiert hat.

## Sportliche Laufbahn
Erste internationale Erfahrungen sammelte Luminosa Bogliolo 2017 bei den U23-Europameisterschaften im polnischen Bydgoszcz, bei denen sie im 100-Meter-Hürdenlauf bis in das Halbfinale gelangte und dort mit 13,50 s ausschied. Auch bei der Sommer-Universiade in Taipeh schied sie mit 13,99 s im Halbfinale aus und konnte den Finallauf mit der italienischen 4-mal-100-Meter-Staffel nicht beenden. 2018 gewann sie bei den Mittelmeerspielen in Tarragona in 13,30 s die Silbermedaille hinter der Kroatin Andrea Ivančević und qualifizierte sich damit auch für die Europameisterschaften in Berlin, bei denen sie mit 13,09 s im Halbfinale ausschied. 2019 nahm sie im 60-Meter-Hürdenlauf an den Halleneuropameisterschaften in Glasgow teil und schied auch dort mit 8,11 s im Halbfinale aus. Im Juli siegte sie bei den Studentenweltspielen im heimischen Neapel in 12,79 s und qualifizierte sich damit für die Weltmeisterschaften in Doha im Herbst, bei denen sie nach 12,80 s im Vorlauf mit 13,06 s im Halbfinale ausschied. 2020 siegte sie beim Bauhaus-Galan in 12,88 s und siegte anschließend auch beim 56. Palio Città della Quercia in Rovereto in 12,90 s, ehe sie bei der Golden Gala Pietro Mennea in 12,83 s auf den zweiten Platz gelangte. 2021 wurde sie bei den Halleneuropameisterschaften in Toruń mit neuer Bestleistung von 7,99 s Sechste über 60 m Hürden. Zum Auftakt der Diamond League wurde sie beim British Grand Prix in 13,45 s Dritte und nahm dann im August an den Olympischen Sommerspielen in Tokio teil, bei denen sie mit neuem Landesrekord von 12,75 s im Halbfinale ausschied. Sie löste damit Veronica Borsi als Rekordhalterin ab.
In den Jahren von 2018 bis 2021 wurde Bogliolo italienische Meisterin im 100-Meter-Hürdenlauf sowie 2019 auch Hallenmeisterin über 60 m Hürden.

## Persönliche Bestleistungen
- 100 m Hürden: 12,75 s (0,0 m/s), 1. August 2021 in Tokio (italienischer Rekord)
  - 60 m Hürden (Halle): 7,99 s, 7. März 2021 in Toruń